# Gestion des actifs numériques
Pour les articles homonymes, voir GAN et DAM.
 (août 2015).
La gestion des actifs numériques (GAN, traduit de l'anglais digital asset management, DAM) couvre l'alimentation, l'annotation, le classement, le stockage et la recherche d'actifs numériques, comme les images numériques fixes (illustrations, photos numériques, etc.) et images animées (animations, vidéos, etc.), les enregistrements sonores (musique, discours, etc.) et autres documents multimédias ou bureautiques. Les solutions DAM ont évolué de simples bases de stockage pour actifs numériques à de véritables plateformes collaboratives, tant pour des entreprises B2B que B2C, qui ont un impact sur différents départements : marketing, équipes créatives, gestion de la marque, ventes, et informatique.

## Outils
Les outils de gestion des actifs numériques sont des solutions logicielles et/ou matériels informatiques qui permettent de gérer le processus de gestion de contenu numérique grâce à leurs fonctionnalités. 
Le DAM peut être associé à un PIM (gestion des informations produit) ce qui permet de créer un référentiel unique avec une vision à 360°.
On parle alors de Master Data Management (MDM) ou de gestion des données de références (GDR) en français. Cet équipement est préconisé pour les entreprises de tailles intermédiaires afin de ne pas créer de silos entre les différentes bases de données nécessaires à une entreprise communicante de fonctionner. 

## Fonctionnalités
Il est possible d'ajouter aux fonctionnalités citées en introduction (alimentation, annotation, classement, stockage et recherche) les notions de téléchargement, renommage, sauvegarde, regroupement, archivage, optimisation, entretien, compression et exportation de fichiers numériques.
La gestion des actifs numériques peut être considérée comme une sous-catégorie de la gestion de contenu (de l'anglais Enterprise Content Management, ECM), qui décrit des solutions qui traitent des caractéristiques similaires mais dans un plus large éventail industriel et applicatif.